# Gustav von Buddenbrock

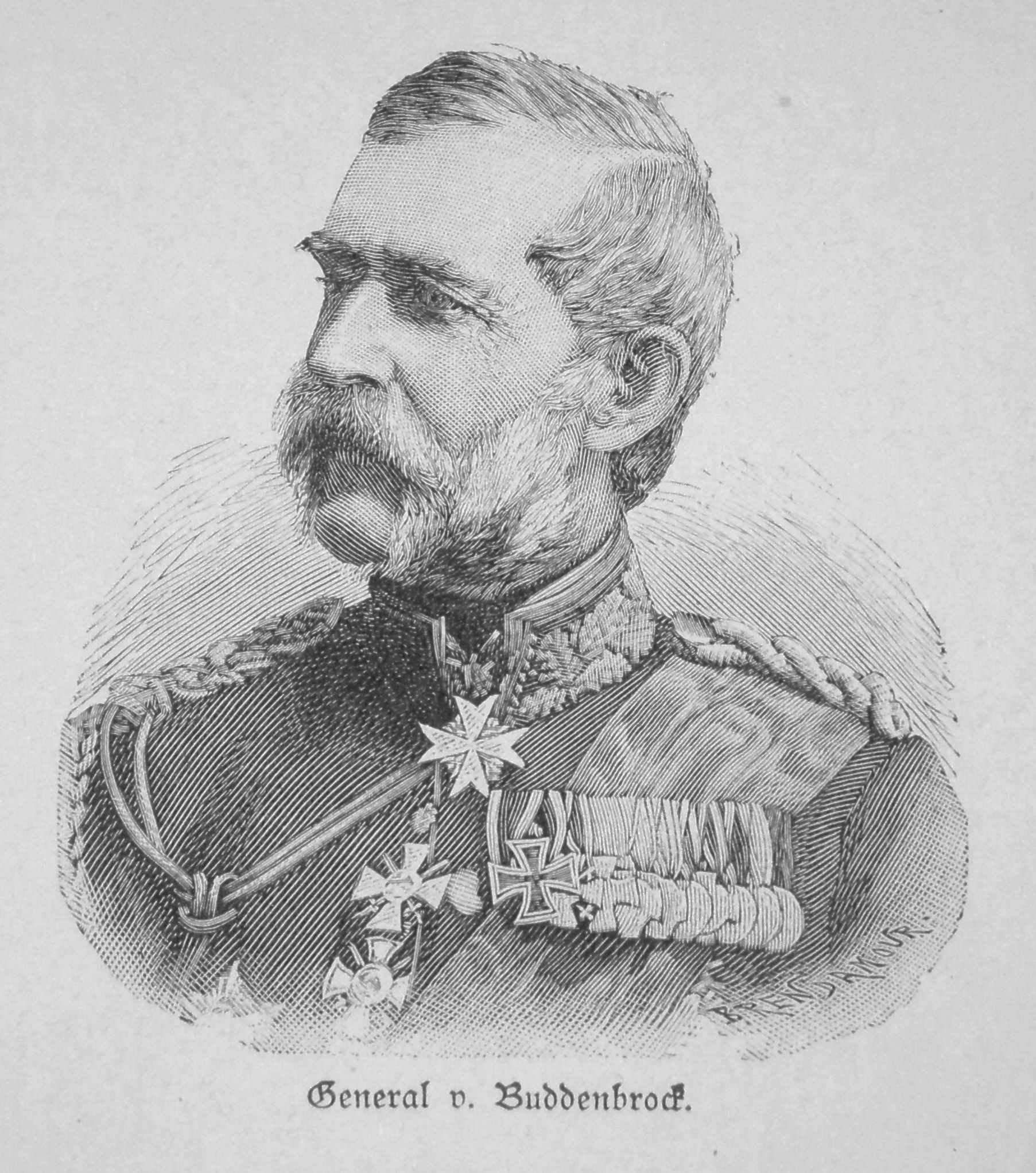
Gustav Freiherr von Buddenbrock

Gustav Freiherr von Buddenbrock (10 tháng 3 năm 1810 tại Lamgarden, Landkreis Rastenburg ở Đông Phổ – 31 tháng 3 năm 1895 tại Düsseldorf) là một Thượng tướng Bộ binh của Phổ, đã từng tham chiến trong ba cuộc chiến tranh thống nhất nước Đức.

## Tiểu sử
Ông sinh năm 1810, và khởi đầu sự nghiệp quân sự của mình trong đội thiếu sinh quân. Vào năm 1827, ông nhập ngũ quân đội Phổ với quân hàm Thiếu úy trong Trung đoàn Bộ binh số 21. Kể từ năm 1838, ông giữ một số chức vụ sĩ quan phụ tá vào năm 1848, ông là sĩ quan phụ tá của Sư đoàn số 4, tham gia trong chiến dịch trấn áp quân nổi dậy tại tỉnh Posen. Vào năm 1853, ông được thuyên chuyển vào Bộ Tổng tham mưu, và đến năm 1856, sau khi được thăng cấp Thiếu tá, ông được ủy nhiệm làm Tư lệnh của Trung đoàn số 13.
Trong cuộc Chiến tranh Đức-Đan Mạch năm 1864, Buddenbrock, giờ được lên quân hàm Đại tá, được lãnh chức Tư lệnh của Trung đoàn Bộ binh số 53 (Westfalen 5). Ông đã chỉ huy Đội xung kích số 4 (4. Sturmkolonne) tham gia trong trận đột chiếm Düppel vào ngày 18 tháng 4 năm 1864. Do đợt tấn công thắng lợi, ông đã được tặng thưởng Huân chương Quân công – huân chương cao quý nhất của Phổ. Trong cuộc chiến tranh này, ông được ủy nhiệm làm Tư lệnh của Lữ đoàn Bộ binh số 28, và đã tham gia trong trận Alsen vào ngày 29 tháng 6.
Sau khi cuộc chiến chấm dứt, ông được chuyển vào Lữ đoàn Bộ binh số 2 tại Danzig. Với đơn vị này, ông đã tham chiến trong cuộc Chiến tranh Áo-Phổ năm 1866. Vào ngày 27 tháng 6 năm 1866, với cấp bậc Thiếu tướng, ông chỉ huy Sư đoàn số 1 tham gia trong trận Trautenau. Ông lãnh đạo cuộc tấn công của 8 tiểu đoàn vào quân cánh phải của Áo trên các ngọn đồi ở phía sau thành phố Trautenau, trong đó quân Phổ bị thiệt hại nặng nề nhưng cuối cùng đã giành thắng lợi. Tuy nhiên, đến đêm, trước các đợt phản công quyết liệt của người Áo, quân ông phải từ bỏ vị trí mà họ đã chiếm được. Trận chiến đã kết thúc với tổn thất là 1.000 quân Phổ và hơn 4.700 quân Áo.
Vào ngày 26 tháng 1 năm 1867, ông được phong quân hàm Trung tướng và lãnh chức Tư lệnh của Sư đoàn số 6. Trong cuộc Chiến tranh Pháp-Đức (1870 – 1871), sư đoàn dưới quyền chỉ huy của ông là một phần thuộc biên chế của Quân đoàn III dưới quyền Constantin on Alvensleben trong Tập đoàn quân số 3 do Vương thân Friedrich Karl thống lĩnh. Trên cương vị này, ông đã chỉ huy sư đoàn của mình tham gia cùng với Sư đoàn số 5 trong trận Mars-la-Tour vào ngày 16 tháng 8 năm 1870. Sư đoàn của ông đã được lệnh đánh chiếm Vionville và Flavigny. Tuân thủ mệnh lệnh, ông khai triển pháo binh của mình trên cao điểm Tronville và sau một thời gian pháo kích, ông xua bộ binh của mình tấn công. Quân Phổ chỉ làm chủ được các cao điểm sau một cuộc giao chiến ác liệt, nhưng một khi đã chiếm được các cao điểm rồi, họ chiếm luôn các ngôi làng Vionville và Flavigny mà không vấp phải sự chống đối đáng kể. Nhờ thắng lợi tại Vionville, sư đoàn của ông đã bắt được liên lạc với Sư đoàn số 5 do Ferdinand von Stülpnagel chỉ huy về bên phải, qua đó tạo thế trận phòng ngự vững chắc cho quân đội Phổ - Đức. Trong suốt buổi chiều, ông cầm cự được vị trí của mình trước các cuộc tấn công của toàn bộ Quân đoàn VI của Pháp. Chính trong cuộc phòng thủ này, "cuộc tấn công tử thần của lữ đoàn Bredow" nổi danh đã diễn ra. Trong ngày hôm đó, Sư đoàn số 6 chịu thương vong 159 sĩ quan và 3.412 binh lính.
Sau trận đánh khốc liệt này, ông đã tham gia trong cuộc vây hãm Metz và vào đầu năm 1871, ông lại tham chiến trong trận Le Mans.
Vì những cống hiến của ông trong cuộc chiến, ông đã được tặng thưởng Huân chương Thập tự Sắt hạng nhất và Lá sồi gắn vào Huân chương Quân công.
Sau khi cuộc chiến tranh kết thúc, ông được bổ nhiệm làm Thống đốc thành phố Königsberg, thủ phủ tỉnh Đông Phổ, nhưng vào năm 1872 ông nghỉ hưu. 23 năm sau, ông từ trần ngày 31 tháng 3 năm 1895 ở Düsseldorf.